# Saúl Craviotto
Saúl Craviotto Rivero (ur. 3 listopada 1984 w Lleidzie) – hiszpański kajakarz, dwukrotny mistrz olimpijski, trzykrotny mistrz świata i trzykrotny Europy, dwukrotny brązowy medalista igrzysk śródziemnomorskich.

## Igrzyska olimpijskie
Na igrzyskach zadebiutował podczas igrzysk olimpijskich w Pekinie. W rywalizacji dwójek na 500 metrów zdobył złoty medal w parze z Carlosem Pérezem. Wyprzedzili drugich na mecie Niemców o niecałą 0,1 sekundy. To był jedyny jego występ na tych zawodach.
Cztery lata później w Londynie ponownie wystąpił w jednej konkurencji. Tym razem w jedynce na 200 metrów. Wywalczył tam srebrny medal, tracąc do Brytyjczyka Eda McKeevera 0,194 sekundy. Za nim do mety przypłynął Kanadyjczyk Mark de Jonge ze stratą 0,117 sekundy.
Na kolejnych igrzyskach w Rio de Janeiro zdobył w dwójce na 200 metrów z Cristianem Toro złoty medal. W finale pokonali Brytyjczyków i Litwinów. Wziął udział również w rywalizacji jedynek na tym samym dystansie. Wywalczył tam brązowy medal po wyrównanej walce z Niemcem Ronaldem Rauhe. Ostatecznie na metę wpłynęli ex aequo i obaj zostali wyróżnieni.